# Place de Catalogne (Perpignan)
Pour les articles homonymes, voir Place de Catalogne.
La place de Catalogne est une place située à Perpignan dans les Pyrénées-Orientales.

## Situation et accès
Située dans le quartier Clémenceau, la place est au centre de la ville de Perpignan.

## Origine du nom
Elle tient son nom de la Catalogne, communauté autonome espagnole située proche de la ville de Perpignan qui est la capitale de la Catalogne septentrionale.

## Bâtiments remarquables et lieux de mémoire
- Magasin Aux Dames de France de Perpignan : bâtiment construit au début du XXe siècle en tant que magasin de l'enseigne Aux Dames de France, en ce début de XXIe siècle, l'édifice abrite plusieurs commerces[1].

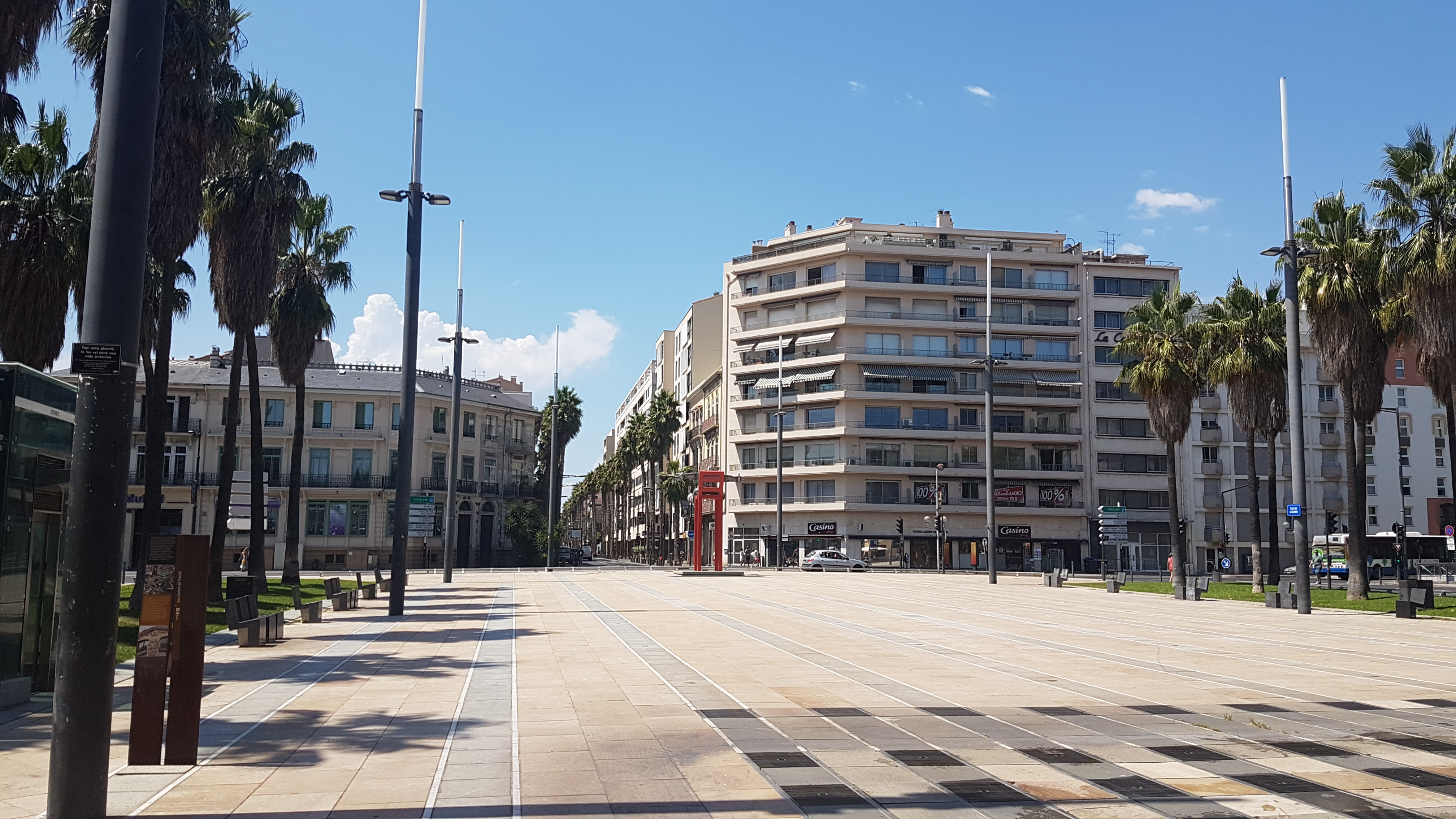
Place de Catalogne et Avenue du Général de Gaulle vue depuis la Fnac à Perpignan
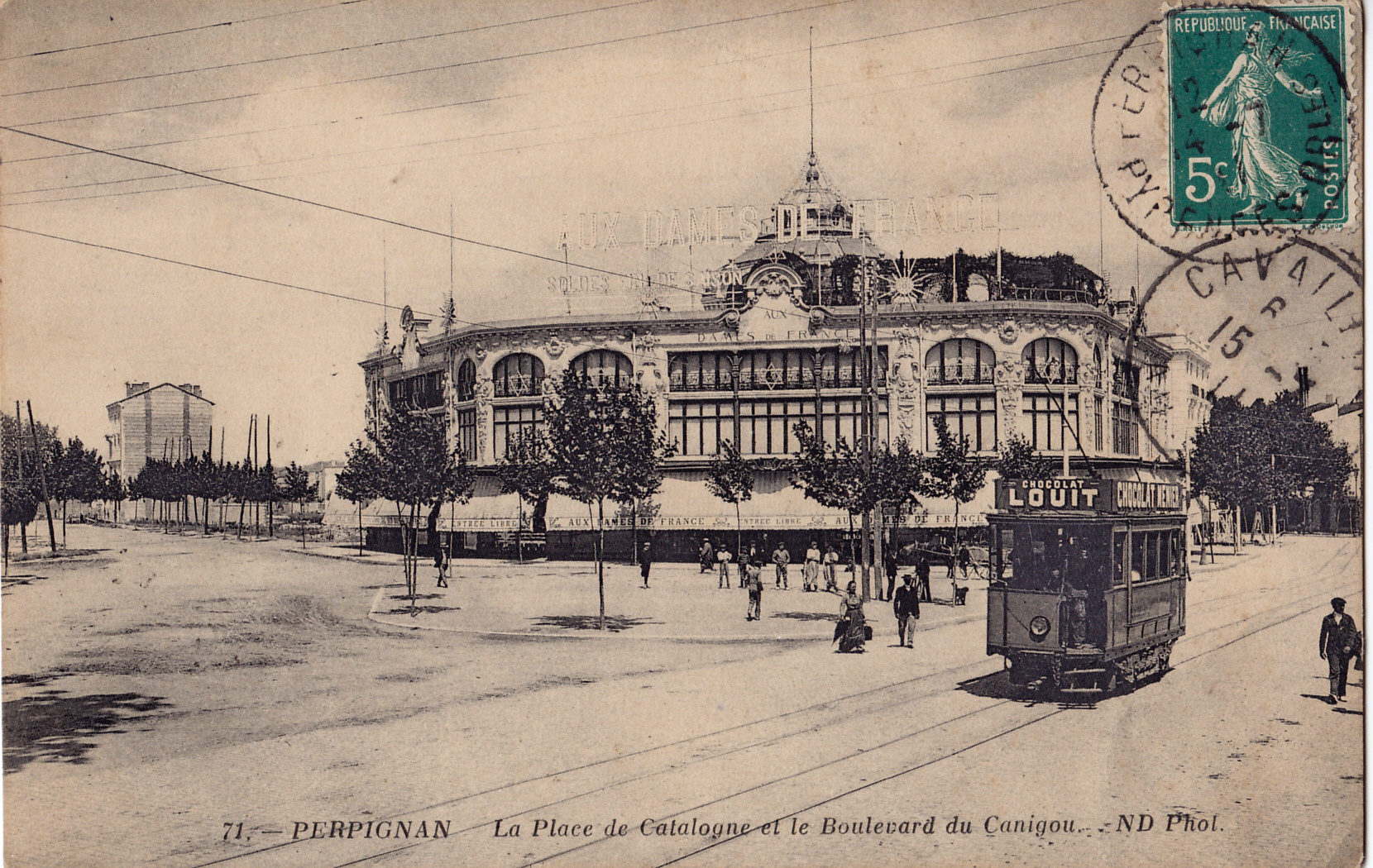
Carte postale ancienne de la place de Catalogne et le boulevard du Canigou
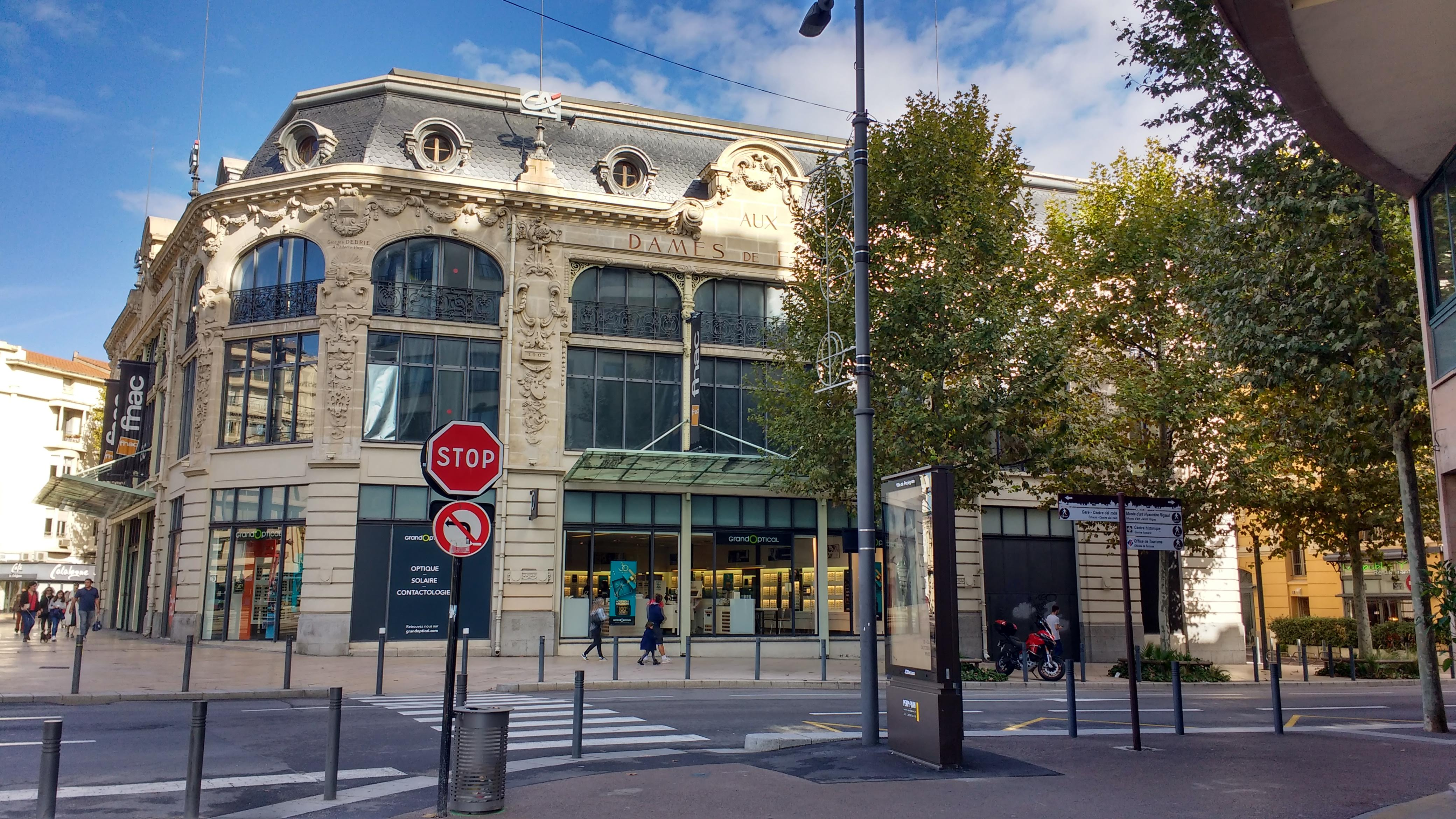
Magasin Aux Dames de France